# New Hope (Missisipi)
New Hope – jednostka osadnicza w Stanach Zjednoczonych, w stanie Missisipi, w hrabstwie Lowndes.